# المدرسة الوطنية الأسقفية
الكلية الأسقفية الوطنية، أو مدرسة المطران، أو كلية الرابطة الوطنية، كانت مدرسة شاملة خاصّة في قرية البصة شمال فلسطين، درس فيها تلاميذ من كافّة أرجاء فلسطين، من الروضة حتى الثانوية مع قسم داخلية، استمرت حتى تهجير القرية عام 1948.
تأسست المدرسة الوطنية الأسقفية في قرية البصة شمال البلاد. كانت المدرسة الوطنية الأسقفية مدرسة داخلية للبنين والبنات. التحق بالمدرسة عدد كبير من الطلاب من قرى حيفا وشفاعمرو وإقرث وفسوطة وطولكرم وجنين وقلقيلية والرملة واللد ويافا وترشيحا والبقيعة وسحماتا ، حتى أصبحت من أرقى المدارس في البلاد. عمل جميل البحري هناك مدرسًا لفترة قصيرة وكان مديرها سليم عطا الله دياب.
كانت تصدر المدرسة نشرات بوتيرة غير منظمة وقد غطت النشرة مختلف الأمور التي تخص المدرسة والطلاب، والتقويم المدرسي والامتحانات والرسوم والمصاريف المدرسية. كما تم نشر نصائح للطلاب، بالإضافة إلى العديد من المقالات الأدبية والاجتماعية